# Macrolabis marteli
Macrolabis marteli är en tvåvingeart som beskrevs av Jean-Jacques Kieffer 1892. Macrolabis marteli ingår i släktet Macrolabis och familjen gallmyggor. Inga underarter finns listade i Catalogue of Life.